# Napaea cebrenia
Napaea cebrenia är en fjärilsart som beskrevs av William Chapman Hewitson 1873. Napaea cebrenia ingår i släktet Napaea och familjen Riodinidae. Inga underarter finns listade i Catalogue of Life.